# Troglohyphantes dekkingae
Troglohyphantes dekkingae Deeleman-Reinhold, 1978 è un ragno appartenente alla famiglia Linyphiidae.

## Descrizione
Il maschio ha una lunghezza totale di 2,70 mm; il cefalotorace è lungo 1,25 mm e largo 1,15 mm. Le femmine hanno una lunghezza media di 3,17 mm; il cefalotorace è lungo 1,45 mm e largo 1,15

## Distribuzione
La specie è stata rinvenuta in Bosnia-Erzegovina; a Suha e Mokra Pécina, nella Bosnia Occidentale

## Tassonomia
Nel 1978 è stata anche descritta una sottospecie: Troglohyphantes dekkingae pauciaculeatus; da allora non sono stati esaminati nuovi esemplari.
L'aracnologo Tanasevitch considera questa specie appartenente all'ex-denominazione Stygohiphantes Kratochvíl, 1948